# Filmjahr 1938
Liste der Filmjahre

◄◄ | ◄ | 1934 | 1935 | 1936 | 1937 | Filmjahr 1938 | 1939 | 1940 | 1941 | 1942 | ► | ►►

Weitere Ereignisse

## Ereignisse

### Deutschland

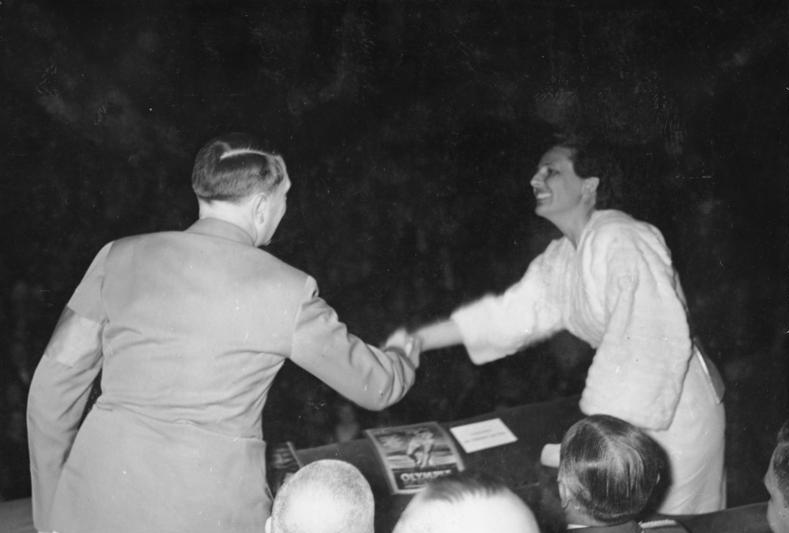
Uraufführung von Olympia, Hitler schüttelt Riefenstahl die Hand; auf dem Pult das Filmheft

- 20. April: Unter dem Titel Olympia veröffentlicht Leni Riefenstahl eine zweiteilige Dokumentation über die Olympischen Sommerspiele 1936 in Berlin. Der Film wird nachträglich vielfach als ästhetisches Meisterwerk gelobt, aber auch für seine propagandistischen und ideologischen Elemente kritisiert. Riefenstahl bekommt für ihre Arbeit unter anderem den Deutschen Nationalen Filmpreis 1937/38, die Coppa Mussolini, eine olympische Goldmedaille vom Internationalen Olympischen Komitee und den Kinema-Jumpō-Preis im imperialistischen Japan verliehen.
- 16. September: Die Uraufführung der Kino-Komödie Dreizehn Stühle mit den Hauptdarstellern Heinz Rühmann und Hans Moser findet in Dresden statt.

Verwehte Spuren Logo

- 21. September: Der mit Jugendverbot belegte Kriminalfilm Verwehte Spuren von Veit Harlan mit Kristina Söderbaum und Frits van Dongen hat im Berliner Gloria-Palast seine Uraufführung. Das Drehbuch basiert auf dem gleichnamigen Hörspiel von Hans Rothe.
- November: Die Deutsche Filmakademie Babelsberg nimmt ihre Arbeit auf.

### Vereinigte Staaten
- 10. März: Bei den 10th Academy Awards gewinnt Frank Capras Klassiker Lost Horizon, der später einige Male für Propagandazwecke neu geschnitten wird, mehrere Oscars.
- 30. April: In dem Porky-Pig-Zeichentrick-Kurzfilm Porky’s Hare Hunt der Warner Bros. hat erstmals ein Hase seinen Auftritt, aus dem sich in der Folge dann Bugs Bunny entwickeln wird.

### Weitere Uraufführungen
- 19. August: Die Filmkomödie Blockheads von Laurel und Hardy erscheint und wird von der Kritik positiv aufgenommen.
- 7. Oktober: The Lady Vanishes (Eine Dame verschwindet), eine Kriminalkomödie von Alfred Hitchcock mit Margaret Lockwood und Michael Redgrave,  wird in London uraufgeführt. Publikum und Kritik nehmen den Film gleichermaßen enthusiastisch auf.

### Erfolgreichste Filme
Die zehn erfolgreichsten Filme an den US-amerikanischen Kinokassen nach Einspielergebnis.
| Platz | Filmtitel                    | Einspielergebnis in US-Dollar |       |
| ----- | ---------------------------- | ----------------------------- | ----- |
| 1.    | Boys Town                    | 2.828.000                     | [ 1 ] |
| 2.    | Alexander's Ragtime Band     | 2.630.000                     | [ 2 ] |
| 3.    | Test Pilot                   | 2.431.000                     | [ 1 ] |
| 4.    | You Can't Take It with You   | 2.137.575                     | [ 3 ] |
| 5.    | Sweethearts                  | 2.017.000                     | [ 4 ] |
| 6.    | In Old Chicago               | 1.964.000                     | [ 2 ] |
| 7.    | The Adventures of Robin Hood | 1.928.000                     | [ 5 ] |
| 8.    | Love Finds Andy Hardy        | 1.637.000                     | [ 1 ] |
| 9.    | Marie Antoinette             | 1.633.000                     | [ 1 ] |
| 10.   | Too Hot to Handle            | 1.627.000                     | [ 1 ] |

### Filmpreise und Auszeichnungen

#### Academy Awards
Die Oscarverleihung findet am 10. März im Biltmore Hotel in Los Angeles statt.
- Bester Film: Das Leben des Emile Zola von William Dieterle
- Bester Hauptdarsteller: Spencer Tracy in Manuel
- Beste Hauptdarstellerin: Luise Rainer in The Good Earth
- Bester Regisseur: Leo McCarey für Die schreckliche Wahrheit
- Bester Nebendarsteller: Joseph Schildkraut in Das Leben des Emile Zola
- Beste Nebendarstellerin: Alice Brady in Chicago
- Bestes Originaldrehbuch: William A. Wellman für Ein Stern geht auf
- Irving G. Thalberg Memorial Award: Darryl F. Zanuck

Vollständige Liste der Preisträger

#### Filmfestspiele von Venedig
Das Filmfestival von Venedig findet vom 8. August bis zum 14. August statt. Die Jury wählte folgende Preisträger aus:
- Bester ausländischer Film: Olympia 1. Teil – Das Fest der Völker von Leni Riefenstahl
- Bester italienischer Film: Zwischen Leben und Tod von Goffredo Alessandrini
- Bester Schauspieler: Leslie Howard in Pygmalion
- Beste Schauspielerin: Norma Shearer in Marie-Antoinette
- Bester Regisseur: Carl Froelich für Heimat

#### New York Film Critics Circle Award
- Bester Film: Die Zitadelle von King Vidor
- Beste Regie: Alfred Hitchcock für Eine Dame verschwindet
- Bester Hauptdarsteller: James Cagney in Chicago – Engel mit schmutzigen Gesichtern
- Beste Hauptdarstellerin: Margaret Sullavan in Three Comrades
- Bester ausländischer Film: Die große Illusion von Jean Renoir

#### Weitere Filmpreise und Auszeichnungen
- Directors Guild of America Award: David Wark Griffith
- Louis-Delluc-Preis: Der Puritaner von Jeff Musso
- National Board of Review: Die Zitadelle von King Vidor (Bester Film), Die große Illusion von Jean Renoir (Bester fremdsprachiger Film)
- Photoplay Award: Sweethearts von W. S. Van Dyke

## Geboren

### Januar / Februar

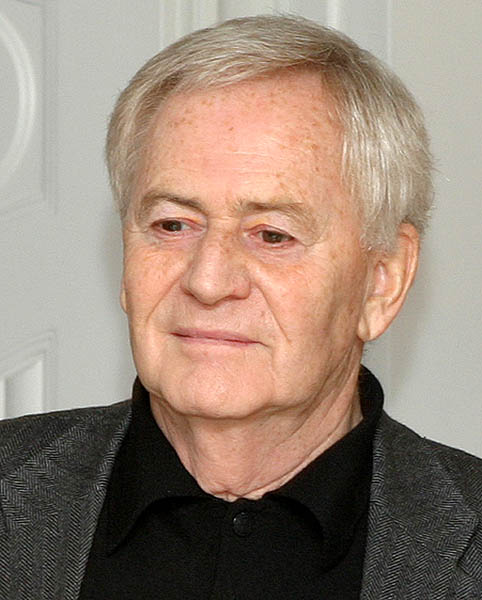
István Szabó (* 18. Februar)

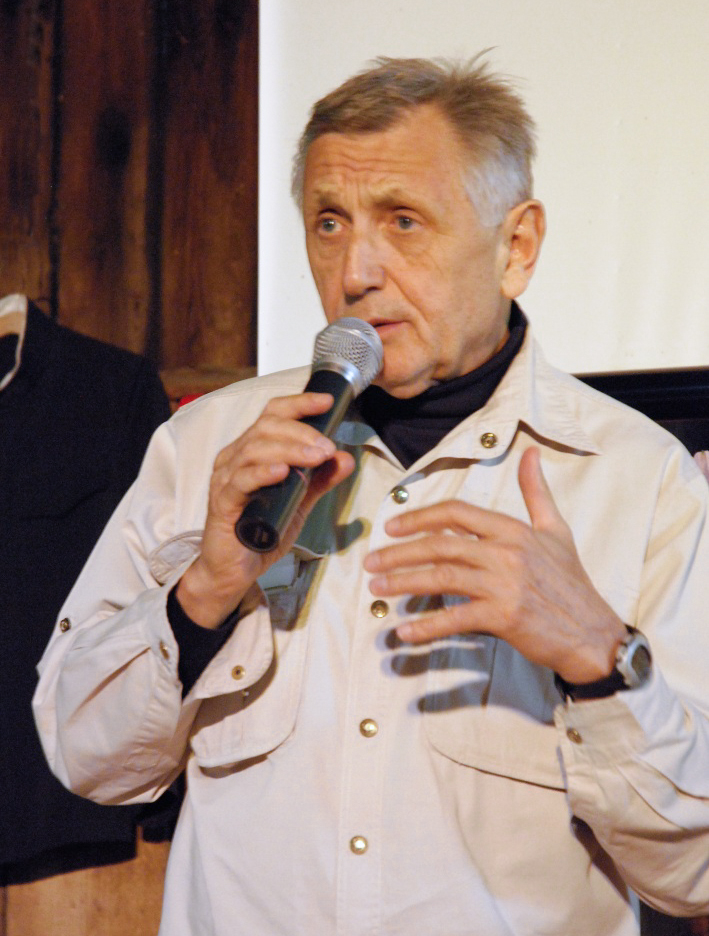
Jiří Menzel (* 23. Februar)

- 01. Januar: Frank Langella, US-amerikanischer Schauspieler
- 01. Januar: Masaharu Ueda, japanischer Kameramann († 2025)
- 03. Januar: Dan Vadis, US-amerikanischer Schauspieler († 1987)
- 04. Januar: Gianni Crea, italienischer Regisseur
- 06. Januar: Adriano Celentano, italienischer Sänger und Schauspieler
- 06. Januar: Larissa Schepitko, sowjetische Regisseurin und Drehbuchautorin († 1979)
- 12. Januar: Monika Schindler, deutsche Filmeditorin
- 14. Januar: Allen Toussaint, US-amerikanischer Komponist und Musiker († 2015)
- 25. Januar: Wladimir Wyssozki, sowjetischer Schauspieler, Dichter und Sänger († 1980)
- 30. Januar: Kathrin Ackermann, deutsche Schauspielerin und Synchronsprecherin
- 31. Januar: Lynn Carlin, US-amerikanische Schauspielerin

- 01. Februar: Sherman Hemsley, US-amerikanischer Schauspieler († 2012)
- 02. Februar: Bo Hopkins, US-amerikanischer Schauspieler († 2022)
- 03. Februar: Victor Buono, US-amerikanischer Schauspieler († 1982)
- 13. Februar: Oliver Reed, britischer Schauspieler († 1999)
- 18. Februar: István Szabó, ungarischer Regisseur
- 22. Februar: Karin Dor, deutsche Schauspielerin († 2017)
- 23. Februar: Jiří Menzel, tschechischer Regisseur und Schauspieler († 2020)
- 23. Februar: Paul Morrissey, US-amerikanischer Filmregisseur († 2024)
- 23. Februar: Diane Varsi, US-amerikanische Schauspielerin († 1992)
- 24. Februar: James Farentino, US-amerikanischer Schauspieler († 2012)
- 25. Februar: Diane Baker, US-amerikanische Schauspielerin
- 26. Februar: Monika Lennartz, deutsche Schauspielerin
- 27. Februar: Pascale Petit, französische Schauspielerin

### März / April
- 02. März: Arne Glimcher, US-amerikanischer Regisseur und Produzent
- 08. März: Lewis Teague, US-amerikanischer Regisseur
- 10. März: Venetia Stevenson, britisch-amerikanische Schauspielerin († 2022)
- 11. März: Joseph Brooks, US-amerikanischer Filmschaffender und Komponist († 2011)
- 12. März: Theodor Kallifatides, schwedischer Schriftsteller
- 12. März: Katherine Woodville, britische Schauspielerin († 2013)
- 14. März: Eleanor Bron, britische Schauspielerin
- 14. März: Glauber Rocha, brasilianischer Regisseur († 1981)
- 18. März: Carl Gottlieb, US-amerikanischer Drehbuchautor und Regisseur
- 18. März: Shashi Kapoor, indischer Schauspieler († 2017)
- 22. März: Michael Westmore, US-amerikanischer Maskenbildner
- 23. März: Silvano Agosti, italienischer Filmeditor und Regisseur
- 26. März: Jana Hlaváčová, tschechische Schauspielerin († 2024)

- 01. April: John Quade, US-amerikanischer Schauspieler († 2009)
- 02. April: Hans-Michael Rehberg, deutscher Schauspieler († 2017)
- 03. April: Wolfgang Penk, deutscher Fernsehproduzent († 2023)

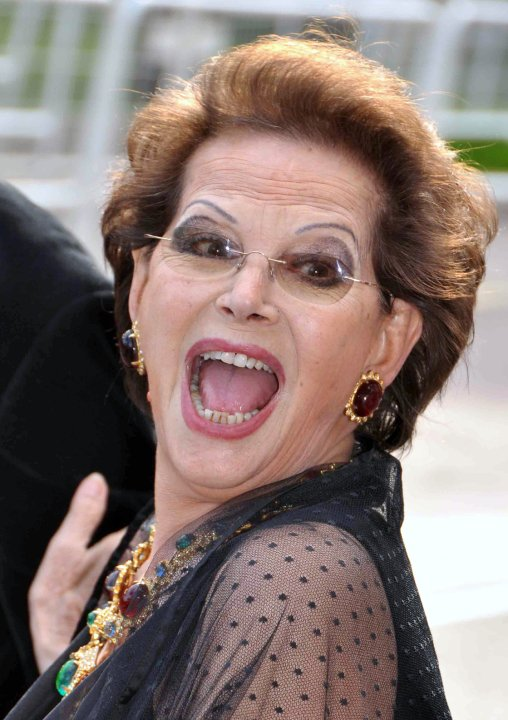
Claudia Cardinale 2010

- 15. April: Claudia Cardinale, italienische Schauspielerin
- 16. April: Peter Weis, deutscher Schauspieler, Synchronsprecher, Hörspielsprecher und Hörbuchinterpret († 2023)
- 17. April: Perrette Pradier, französische Schauspielerin († 2013)
- 19. April: Jonathan Tunick, US-amerikanischer Komponist und Arrangeur
- 23. April: Milena Vukotic, italienische Schauspielerin

### Mai / Juni
- 05. Mai: Jerzy Skolimowski, polnischer Regisseur
- 05. Mai: Richard France, US-amerikanischer Schauspieler
- 06. Mai: Hartmut Becker, deutscher Schauspieler († 2022)
- 10. Mai: Marina Vlady, französische Schauspielerin
- 12. Mai: Millie Perkins, US-amerikanische Schauspielerin
- 13. Mai: Buck Taylor, US-amerikanischer Schauspieler
- 14. Mai: Elżbieta Czyżewska, polnische Schauspielerin († 2010)
- 15. Mai: Mireille Darc, französische Schauspielerin († 2017)
- 20. Mai: Rainer Basedow, deutscher Schauspieler, Synchronsprecher und Kabarettist († 2022)
- 21. Mai: Ross Hagen, US-amerikanischer Schauspieler und Regisseur († 2011)
- 21. Mai: Kay Pollak, schwedischer Regisseur
- 22. Mai: Richard Benjamin, US-amerikanischer Schauspieler und Regisseur
- 22. Mai: Susan Strasberg, US-amerikanische Schauspielerin († 1999)
- 24. Mai: Tommy Chong, kanadischer Schauspieler

- 02. Juni: Kevin Brownlow, britischer Filmhistoriker
- 14. Juni: Roberto Antonelli, italienischer Schauspieler
- 16. Juni: Michael Culver, britischer Schauspieler († 2024)
- 18. Juni: Michael Sheard, britischer Schauspieler († 2005)
- 21. Juni: Ron Ely, US-amerikanischer Schauspieler († 2024)
- 30. Juni: Jeri Taylor, US-amerikanische Drehbuchautorin und Fernsehproduzentin († 2024)

### Juli / August

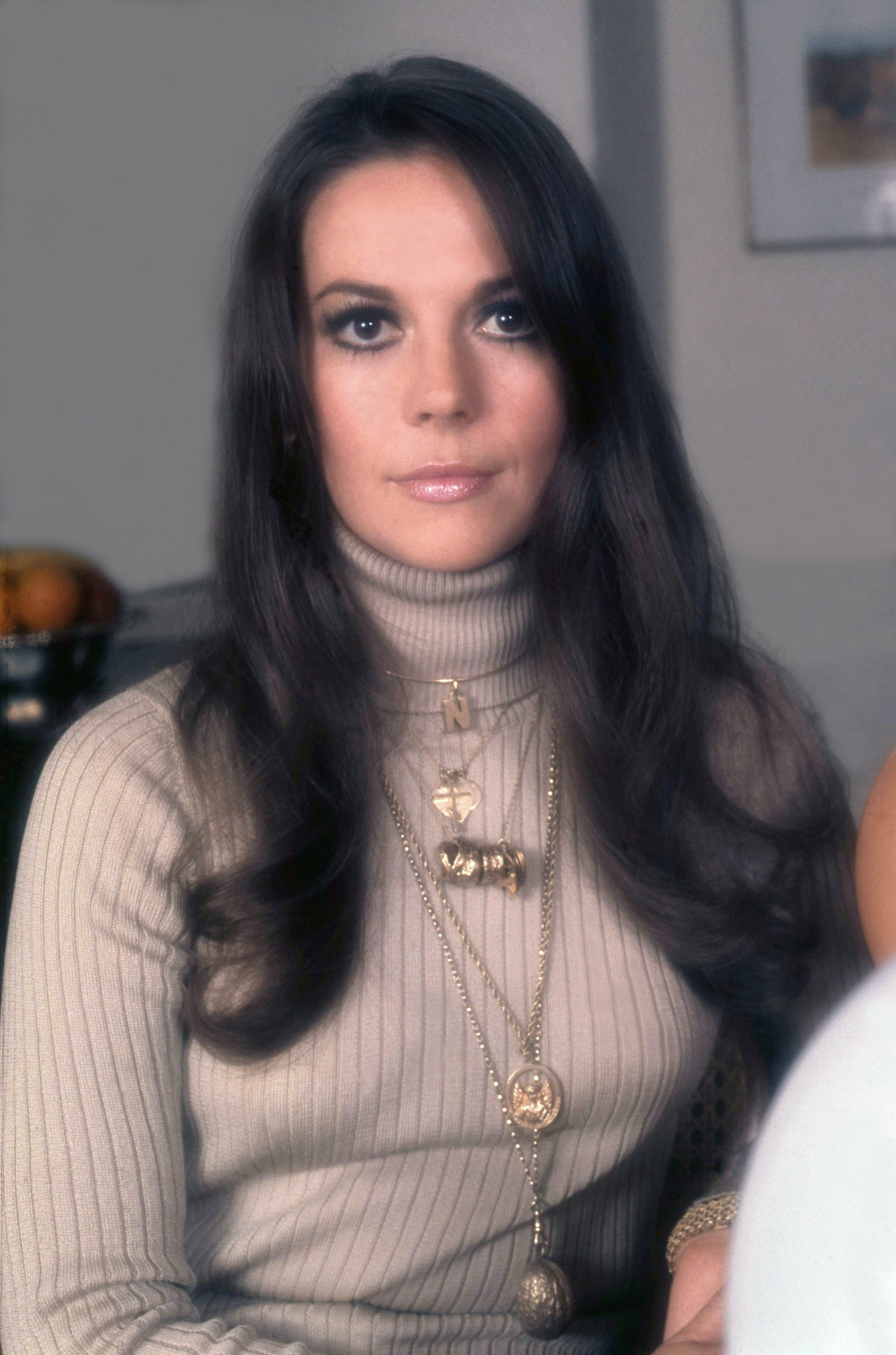
Natalie Wood (* 20. Juli)

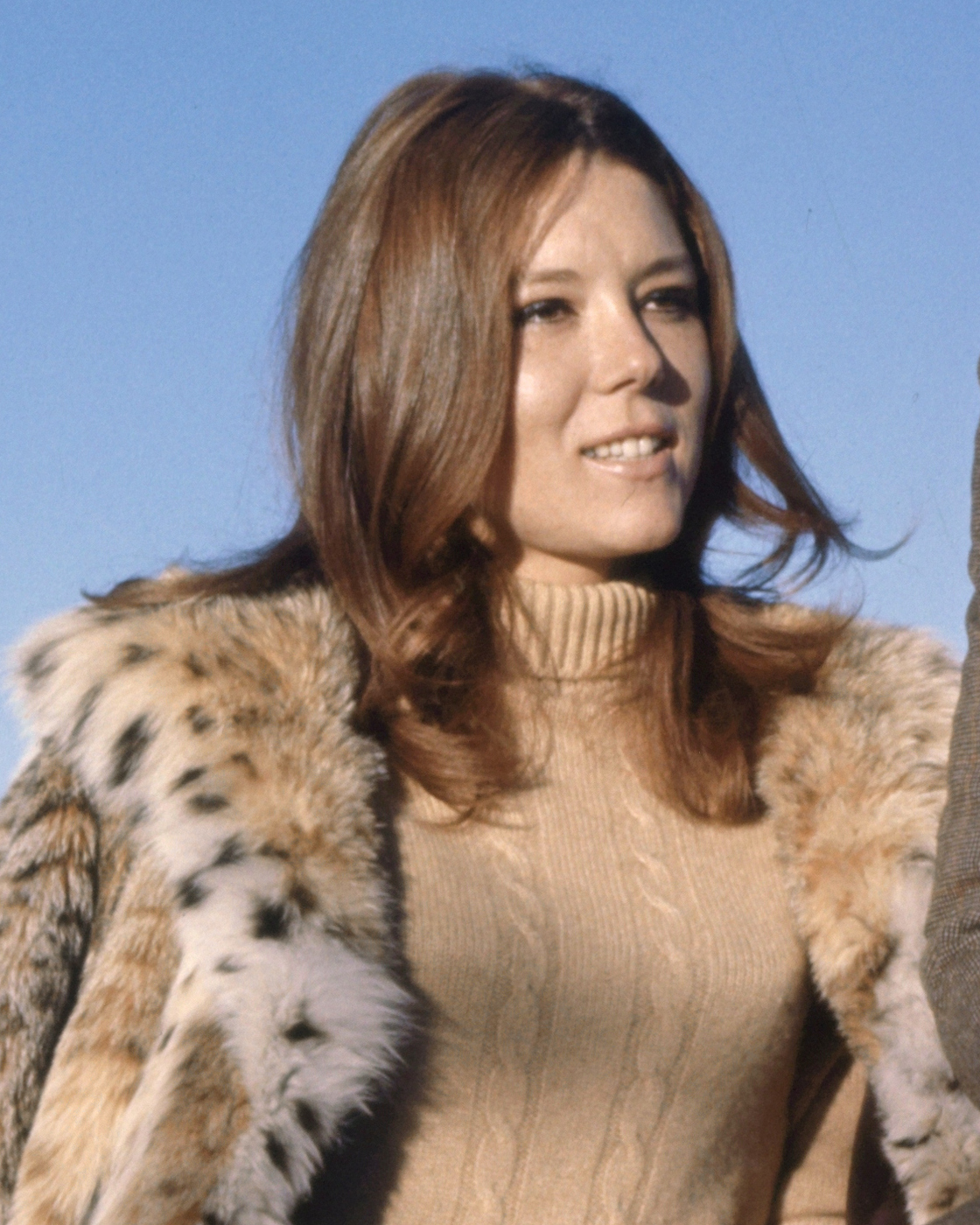
Diana Rigg (* 20. Juli)

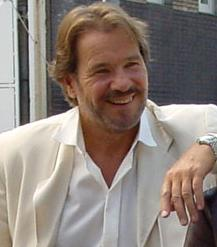
Götz George (* 23. Juli)

- 08. Juli: Diane Clare, britische Schauspielerin († 2013)
- 09. Juli: Brian Dennehy, US-amerikanischer Schauspieler († 2020)
- 10. Juli: Hans Peter Hallwachs, deutscher Schauspieler († 2022)
- 10. Juli: Tura Satana, US-amerikanische Schauspielerin († 2011)
- 12. Juli: Eiko Ishioka, japanische Kostümbildnerin († 2012)
- 13. Juli: Michael Verhoeven, deutscher Regisseur, Schauspieler, Drehbuchautor, Produzent († 2024)
- 18. Juli: Hampton Fancher, US-amerikanischer Schauspieler und Drehbuchautor
- 18. Juli: Paul Verhoeven, niederländischer Regisseur
- 19. Juli: Wachtang Kikabidse, sowjetisch-georgischer Schauspieler, Sänger und Regisseur († 2023)
- 19. Juli: Sergio Martino, italienischer Regisseur
- 20. Juli: Natalie Wood, US-amerikanische Schauspielerin († 1981)
- 20. Juli: Diana Rigg, britische Schauspielerin († 2020)
- 22. Juli: Terence Stamp, britischer Schauspieler († 2025)
- 23. Juli: Ronny Cox, US-amerikanischer Schauspieler
- 23. Juli: Götz George, deutscher Schauspieler († 2016)
- 31. Juli: Marion Game, französische Schauspielerin († 2023)

- 03. August: Ingrid Caven, deutsche Schauspielerin
- 06. August: Paul Bartel, US-amerikanischer Schauspieler, Regisseur und Drehbuchautor († 2000)
- 06. August: Lars Bloch, dänischer Schauspieler († 2022)
- 08. August: Connie Stevens, US-amerikanische Schauspielerin
- 14. August: Beata Tyszkiewicz, polnische Schauspielerin
- 14. August: James Fargo, US-amerikanischer Regisseur, Drehbuchautor und Produzent
- 19. August: Diana Muldaur, US-amerikanische Schauspielerin
- 21. August: Claus Neumann, deutscher Kameramann († 2017)
- 23. August: Susan Hoffman, US-amerikanische Schauspielerin
- 24. August: Henk Uterwijk, niederländischer Schauspieler und Synchronsprecher († 2014)
- 25. August: David Canary, US-amerikanischer Schauspieler († 2015)
- 29. August: Elliott Gould, US-amerikanischer Schauspieler
- 29. August: Peter Fröhlich, österreichischer Schauspieler († 2016)
- 30. August: Don Pedro Colley, US-amerikanischer Schauspieler († 2017)

### September / Oktober

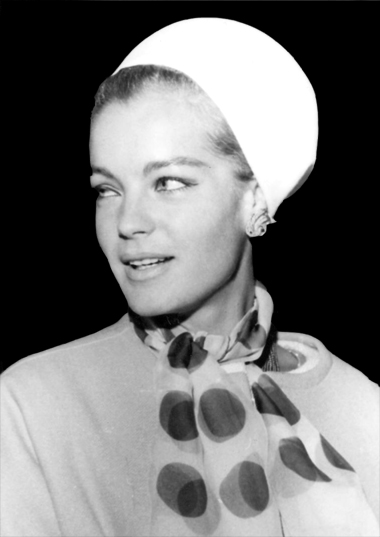
Romy Schneider (* 23. September)

- 02. September: Giuliano Gemma, italienischer Schauspieler († 2013)
- 02. September: Ursula Lillig, deutsche Schauspielerin († 2004)
- 22. September: Dean Reed, US-amerikanischer Schauspieler, Sänger, Drehbuchautor und Regisseur († 1986)
- 23. September: Hans Helmut Prinzler, deutscher Filmwissenschaftler und Autor († 2023)
- 23. September: Romy Schneider, deutsch-französische Schauspielerin († 1982)

- 01. Oktober: Stella Stevens, US-amerikanische Schauspielerin († 2023)
- 06. Oktober: Serge Nubret, französischer Schauspieler († 2011)
- 08. Oktober: Filippo Ottoni, italienischer Drehbuchautor und Film- sowie Synchronregisseur († 2023)
- 13. Oktober: Christel Bodenstein, deutsche Schauspielerin, Chansonsängerin, Theaterregisseurin und Regieassistentin († 2024)
- 13. Oktober: Christiane Hörbiger, österreichische Schauspielerin († 2022)
- 20. Oktober: Emidio Greco, italienischer Regisseur und Drehbuchautor († 2012)
- 20. Oktober: Dolores Hart, US-amerikanische Schauspielerin
- 22. Oktober: Derek Jacobi, britischer Schauspieler
- 22. Oktober: Christopher Lloyd, US-amerikanischer Schauspieler
- 26. Oktober: Barry Malkin, US-amerikanischer Filmeditor († 2019)
- 28. Oktober: Bernadette Lafont, französische Schauspielerin († 2013)
- 29. Oktober: Ralph Bakshi, US-amerikanischer Regisseur
- 30. Oktober: Ed Lauter, US-amerikanischer Schauspieler († 2013)
- 31. Oktober: Eckhart Schmidt, deutscher Regisseur († 2024)

### November / Dezember

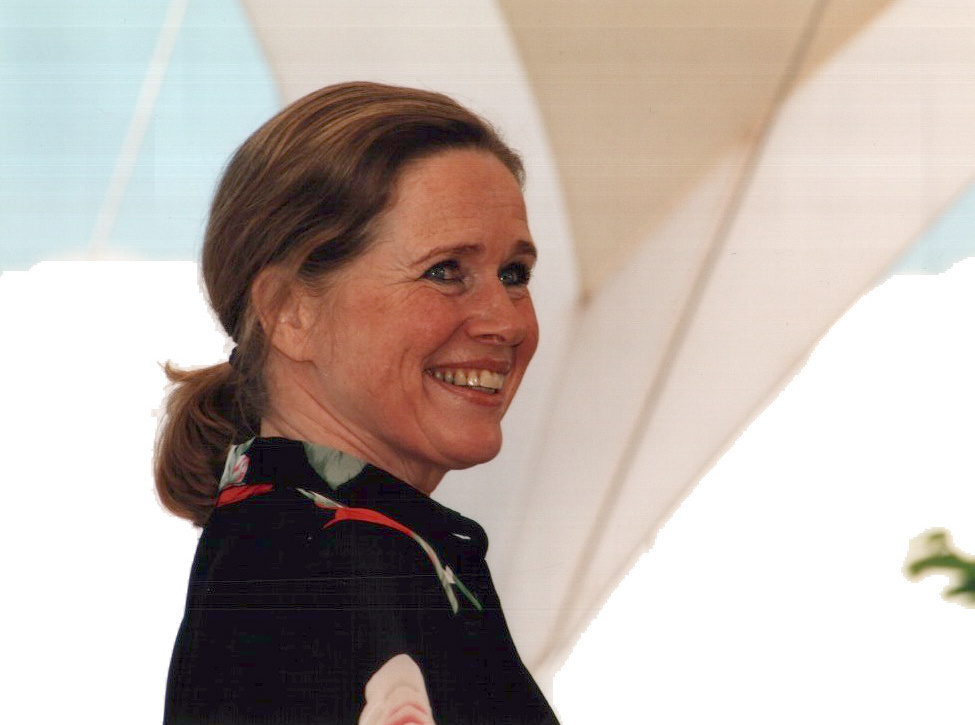
Liv Ullmann (* 16. Dezember)

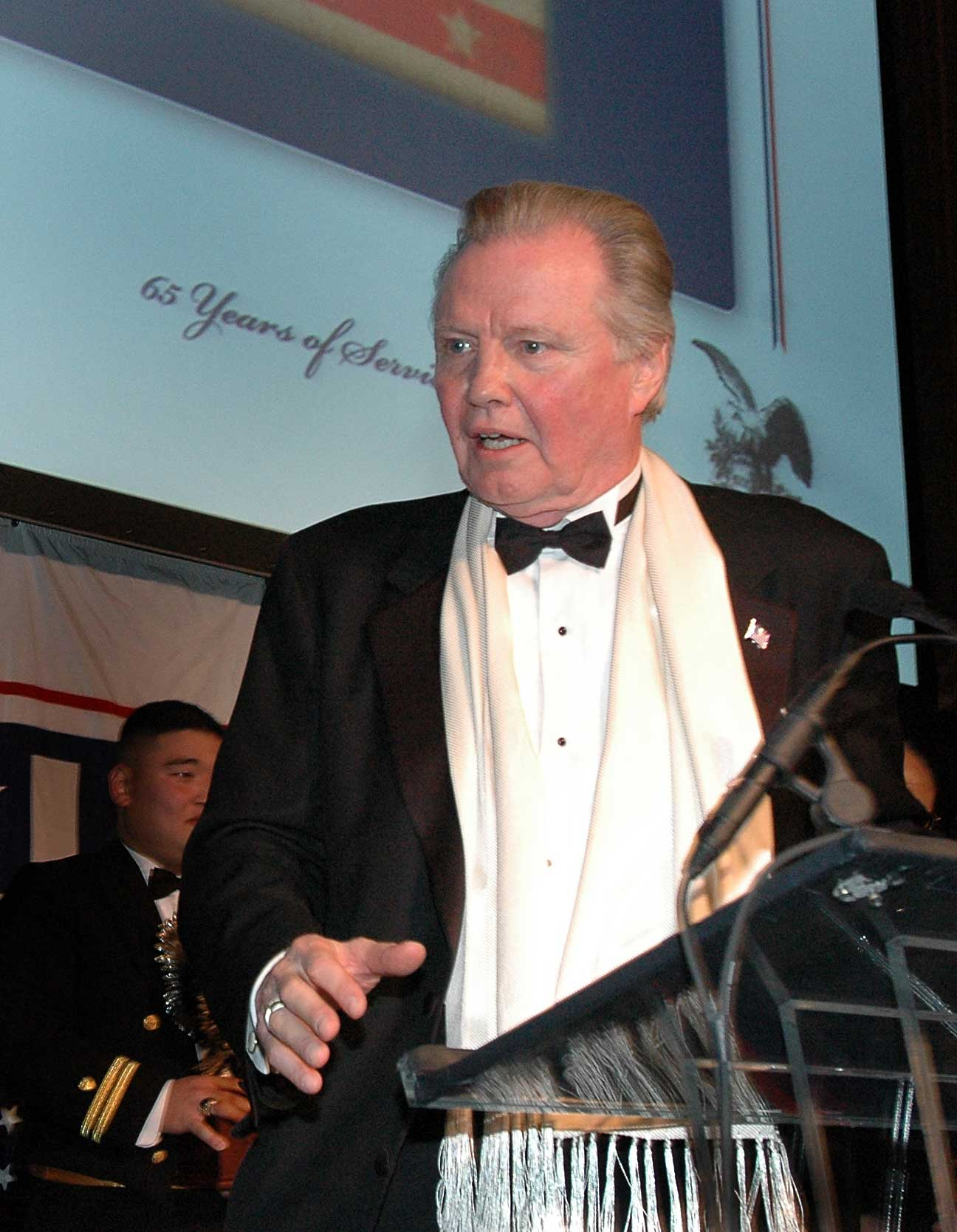
Jon Voight (* 29. Dezember)

- 03. November: Pupi Avati, italienischer Regisseur und Drehbuchautor
- 05. November: Chris Robinson, US-amerikanischer Schauspieler
- 12. November: Heide Kipp, deutsche Schauspielerin († 2022)
- 13. November: Jean Seberg, US-amerikanische Schauspielerin († 1979)
- 23. November: Herbert Achternbusch, deutscher Filmemacher († 2022)
- 24. November: Natalja Kratschkowskaja, russische Schauspielerin († 2016)
- 25. November: Hans Brenner, österreichischer Schauspieler († 1998)
- 28. November: Michael Ritchie, US-amerikanischer Regisseur († 2001)
- 29. November: Michel Duchaussoy, französischer Schauspieler († 2012)
- 30. November: Jean Eustache, französischer Regisseur und Filmeditor († 1981)

- 06. Dezember: Patrick Bauchau, belgischer Schauspieler
- 13. Dezember: Egon Schlegel, deutscher Regisseur, Drehbuchautor und Schauspieler († 2013)
- 15. Dezember: Michael Bogdanov, britischer Regisseur und Drehbuchautor († 2017)
- 16. Dezember: Liv Ullmann, norwegische Schauspielerin
- 18. Dezember: Roger E. Mosley, US-amerikanischer Schauspieler († 2022)
- 29. Dezember: Jon Voight, US-amerikanischer Schauspieler

## Gestorben
- 12. Januar: Gösta Ekman, schwedischer Schauspieler (* 1890)
- 19. Januar: Robert McWade, US-amerikanischer Schauspieler (* 1872)
- 21. Januar: Georges Méliès, französischer Regisseur und Filmpionier (* 1861)
- 30. Januar: Heinrich Bolten-Baeckers, deutscher Drehbuchautor, Liedtexter und Regisseur (* 1871)

- 13. Februar: Willy Hameister, deutscher Kameramann (* 1889)

- 23. April: Loo Hardy, deutsche Schauspielerin (* 1898)

- 02. Juli: Lau Lauritzen senior, dänischer Regisseur und Drehbuchautor (* 1878)
- 15. Juli: Robert Wiene, deutscher Regisseur (* 1873)

- 04. August: Pearl White, US-amerikanische Schauspielerin (* 1889)
- 06. August: Warner Oland, schwedisch-amerikanischer Schauspieler (* 1879)

- 05. September: Rudolf Biebrach, deutscher Schauspieler und Regisseur (* 1866)

- 09. Oktober: William H. Clifford, US-amerikanischer Drehbuchautor und Regisseur (* 1874)
- 22. Oktober: May Irwin, kanadische Sängerin und Schauspielerin (* 1862)
- 31. Oktober: Robert Woolsey, US-amerikanischer Schauspieler (* 1888)

- 10. Dezember: Paul Morgan, österreichischer Schauspieler (ermordet im KZ Buchenwald) (* 1886)
- 25. Dezember: Harry Myers, US-amerikanischer Schauspieler (* 1882)
- 28. Dezember: Florence Lawrence, amerikanisch-kanadische Schauspielerin (* 1886)